# Dutch Open 1982
Il Dutch Open 1982 è stato un torneo di tennis giocato sulla terra rossa. È stata la 25ª edizione del torneo, che fa parte del Volvo Grand Prix 1982. Il torneo si è giocato a Hilversum nei Paesi Bassi dal 19 al 25 luglio 1982.

## Campioni

### Singolare maschile
Balázs Taróczy ha battuto in finale  Buster Mottram con il punteggio di 7–6, 6–7, 6–3, 7–6

### Doppio maschile
Jan Kodeš / Tomáš Šmíd hanno battuto in finale  Heinz Günthardt /  Balázs Taróczy con il punteggio di 7–6, 6–4